# تمرکز کن
«تمرکز کن» (به انگلیسی: Focus) تک‌آهنگی از هنرمند اهل ایالات متحده آمریکا آریانا گراندی است که در ۳۰ اکتبر ۲۰۱۵ منتشر شد. فوکس تک‌آهنگ اصلی آلبوم مهتاب اوست که قرار است عرضه شود. این آهنگ با واکنش‌های متفاوتی مواجه شد. این آهنگ با فروش ۱۱۳۰۰۰ دانلود در هفتهٔ اول در جایگاه هفتم ۱۰۰ آهنگ داغ بیلبورد قرار گرفت.
این تک‌آهنگ در چارت‌های کانادا، ایتالیا، اسکاتلند، اسپانیا، اتریش، جزو ده ترانه اول قرار گرفت.